# Koreyasu
Prinz Koreyasu (japanisch 惟康親王, Koreyasu-shinnō; * 26. Mai 1264; † 25. November 1326) regierte von 1266 bis 1289 als 7. Shōgun des Kamakura-Shōgunates in Japan. Er war ein nomineller Regent, die eigentliche Macht lag bei den Hojo-Regenten.
Prinz Koreyasu war Sohn des 6. Shōgun, Prinz Munetaka. Er wurde im Alter von zwei Jahren nach Absetzung seines Vaters Shōgun. Es wird von ihm während seiner Amtszeit nichts Bedeutendes berichtet. Im Alter von 25 Jahren wurde er abgesetzt, da er "zu alt wurde", um als Marionette zu fungieren.
Prinz Hisaaki folgte ihm als 8. Shōgun.